# 구타미촌 (시마네현)
구타미촌(久多美村)은 시마네현 히카와군에 있던 촌이다. 현재의 이즈모시에 해당한다.

## 역사
- 1889년 4월 1일 - 정촌제 시행에 의해 다테누이군 구타미촌이 성립하였다.
- 1896년 4월 1일 - 군의 통합에 의해 히카와군에 소속되었다.
- 1951년 4월 1일 = 나다분촌, 군도미촌, 와니부치촌, 니시다촌, 히야마촌, 히가시촌과 합병해 새로운 히라타촌이 신설하여 폐지되었다.

## 참고문헌
- 角川日本地名大辞典 32 島根県
- 『市町村名変遷辞典』東京堂出版、1990年。